# Renault Kadjar
 (преслов. рено каџар) је компактни кросовер који је производила француска фабрика аутомобила Рено. Производио се од 2015. до 2022. године.

## Историјат
Представљен је на салону аутомобила у Женеви марта 2015. године. Развијен је на платформи CMF (Common Module Family) коју користи и друга генерација нисан кашкаја.
Дизајн каџара је препознатљив и асоцира на мањи СУВ модел каптур. Као и код клија IV и каптура, каџар има карактеристичан облик маске хладњака са великим централно постављеним амблемом марке, изглед фарова и стоп светала, удубљења на вратима и бочна лајсна. Међутим, захваљујући већим димензијама, другачијим пропорцијама и наглашеним бочним елементима око точкова, овај кросовер је масивнији и има динамичније линије. У поређењу са каптуром, унутрашњост је конзервативнија, а употребљени материјали су квалитетнији.
Осим модела са предњим погоном, у понуди су и верзије са погоном на сва четири точка. Палета мотора је као код Нисан кашкаја, бензински мотори од 1.2 TCe (130 КС) и дизел мотори од 1.5 dCi (110 КС) и 1.6 dCi (130 КС).